# Pëtr Dem'janovič Uspenskij
Pëtr Dem'janovič Uspenskij trascritto anche Uspensky e Ouspensky (in russo Пётр Демьянович Успенский?; Mosca, 5 marzo 1878 – Lyne Place, 2 ottobre 1947) è stato un filosofo russo.
Il suo pensiero combina la personale vocazione mistica alla riflessione analitica e psicologica. Nel periodo moscovita scrisse per numerosi giornali; fu particolarmente interessato all'idea della quarta dimensione. Ebbe rapporti con il mistico greco armeno Georges Ivanovič Gurdjieff.
Il pensiero di Uspenskij è vasto e complesso ma sono facilmente rintracciabili alcune idee chiave di facile comprensione. Una di esse implica che l'essere umano, nella sua condizione attuale, non è padrone di sé poiché costantemente in balia di forze che lo governano ma di cui non è comunque consapevole. Da questa condizione deriva la meccanicità dell'uomo la quale si sostanzia nel compiere azioni il più delle volte auto-lesive senza averne consapevolezza. Diventare consapevoli di tali forze ed evitare di esserne controllati è possibile ma ciò richiede uno sforzo intenzionale e duraturo. Tale sforzo deve essere auto-prodotto e auto-diretto e deve mirare alla conoscenza di sé tramite l'osservazione dei propri pensieri, delle proprie emozioni e delle proprie azioni; il successivo onesto ricordo delle attività compiute avrà un effetto illuminante sulla reale condizione umana. Tale inizio del percorso di illuminazione è solo l’inizio del processo di illuminazione, il quale non può avvenire, in condizioni normali, in assenza di una scuola che assista l'iniziato nel cammino.
I parallelismi tra il suo pensiero e quello di altri grandi mistici come Buddha o Socrate e Platone sono numerosi. Non a caso Uspenskij descrive l'uomo nella sua condizione attuale come "dormiente" e auspica un suo risveglio attraverso la scuola della "quarta via" in quanto alternativa alle tradizionali vie delle scuole orientali verso l'illuminazione .

## Biografia
A 18 anni Pëtr Dem'janovič Uspenskij sentì la necessità di raggiungere "la Grande Conoscenza", quale scopo della sua vita; iniziò a scrivere e a viaggiare in Russia, in Oriente e in Europa. Nel 1907 scoprì la teosofia. Al riguardo, scrisse:
Si trasferì da Mosca a San Pietroburgo nel 1909 dove si dedicò allo studio dei tarocchi della letteratura indù e all'idea del superomismo, su cui diede letture pubbliche. Un saggio sui tarocchi fu pubblicato nel 1913, ma in questo periodo il maggior lavoro di Uspenskij fu la stesura del Tertium Organum, pubblicato nel 1912. Si recò a Ceylon e in India, dove trovò scuole molto interessanti, ma che non possedevano ciò che lui cercava. Agli esordi della prima guerra mondiale - le sue ricerche furono interrotte nell'agosto del 1913 - fece ritorno a San Pietroburgo nel novembre del 1914 e nel 1915 diede pubbliche letture dei suoi viaggi in India e Ceylon. Alle sue letture su Il problema della morte e In cerca del miracoloso accorrevano di frequente numerose persone.
Ripeté le letture a Mosca, dove due persone dell'audience gli dissero che facevano parte di un gruppo impiegato in ricerche sotto la guida di Gurdjieff. Descrive e racconta il suo incontro con il mistico coevo in Frammenti di un insegnamento sconosciuto, tradotto in Italiano da Henri Thomasson.
Prima di entrare nel gruppo di Gurdjieff, Uspenskij chiarì che, nella sua veste di scrittore, avrebbe voluto essere lasciato libero di decidere cosa scrivere e cosa non scrivere: non avrebbe promesso di mantenere il segreto delle idee che avrebbe imparato da Gurdjieff. Avendo inoltre lavorato per molti anni su idee esoteriche, vedeva molto difficile separare ciò che Gurdjieff insegnava da ciò che già sapeva: secondo l'accordo dunque, Uspenskij non avrebbe scritto ciò che non comprendeva.
Nel febbraio del 1917 si confrontò con Gurdjieff circa l'idea di abbandonare la Russia e aspettare la fine della guerra in una nazione neutrale, ma non ottenne una direzione definita. Quella fu in ogni caso l'ultima visita di Gurdjieff a San Pietroburgo. Un mese dopo l'abdicazione di Nicola II, Uspenskij scrisse La fine della storia Russa.
Gurdjieff lasciò Mosca alla volta del Caucaso prima della rivoluzione, chiedendo ad Uspenskij di continuare il lavoro con il gruppo di San Pietroburgo fino al suo ritorno per la Pasqua. Nella settimana seguente alla festività, ricevette un telegramma in cui era scritto che Gurdjieff sarebbe arrivato nel mese di maggio. Questo fu un periodo molto difficile per Uspenskij: in un telegramma da Alessandropoli, in giugno, scrisse: "Se vuoi riposarti vieni qui da me".
Trascorse gli ultimi tempi del 1917 ad Essentuki, dove Gurdjieff rivelò il piano complessivo del lavoro ad un gruppo di dodici persone, com'è descritto nel capitolo 17 di Frammenti di un insegnamento sconosciuto. Qualcosa però dell'insegnamento di Gurdjieff era cambiato: Uspenskij, allontanatosi dal gruppo, incominciò ad avere meno confidenza con il maestro. Qualche mese dopo, nel febbraio del 1918, una lettera circolare con la firma dello stesso Uspenskij fu spedita da Gurdjieff a tutti i membri dei gruppi di Mosca e San Pietroburgo con l'invito di venire a Essentuki per lavorare con Gurdjieff: risposero circa 40 persone.
Prima di incontrare Gurdjieff, Uspenskij conosceva già profondamente i principi e le regole delle scuole esoteriche e comprendeva che se un allievo si trova in disaccordo con il suo maestro, resta una sola cosa da fare: andarsene. Si trasferì in una casa separata, nella stessa Essentuki, e riprese i lavori ai suoi libri.
Una testimonianza delle ragioni che lo portarono ad abbandonare Gurdjieff è riportata in una trascrizione di un incontro tenutosi a Londra il 13 ottobre 1937:
Gurdjieff lasciò Essentuki nel 1918, Uspenskij scrisse in Frammenti di un insegnamento sconosciuto:
Le ultime 10 pagine di Frammenti di un insegnamento sconosciuto contengono una breve spiegazione dell'inizio del lavoro indipendente di Uspenskij secondo le linee del gruppo di San Pietroburgo. In verità Uspenskij ottenne la possibilità di rendersi relativamente indipendente dal proprio maestro solo dopo otto anni di intenso lavoro sotto la sua direzione, e Gurdjieff stesso fu il primo a suggerirgli di dividere quello che è una persona da quello che sono le "sue" idee, tenendo conto dello specifico momento in cui gli venne dato questo consiglio all'interno di uno speciale percorso di apprendimento. Fu certamente uno dei più grandi continuatori del lavoro di Gurdjieff, con tutti i metodi speciali che da quest'ultimo apprese, riuscendo infine a sviluppare un lavoro relativamente indipendente. Tutto ciò Uspenskij lo dichiara apertamente nel libro già citato Frammenti di un insegnamento sconosciuto, compreso il fatto che una certa capacità di lavorare indipendentemente fu, tra le altre cose, il frutto di un lungo lavoro svolto con il suo maestro e il raggiungimento di un obiettivo che Uspenskij si era posto. Più tardi affermerà: "Una scuola ed un insegnamento sono utili a coloro che ne sentono il bisogno".
Nel 1920 a Costantinopoli molte persone parteciparono dalle letture, e quando Gurdjieff arrivò qualche mese dopo da Tiflis, Uspenskij, sperando ancora di poter lavorare con lui, mise il suo gruppo nelle mani del maestro. Sorsero le stesse difficoltà di Essentuki e nell'agosto del 1921 Uspenskij partì per Londra; a Costantinopoli prima della sua partenza per l'Inghilterra Gurdjieff gli dette un totale consenso alla pubblicazione dei suoi scritti.
A Londra iniziò un'altra volta un lavoro indipendente. Gurdjieff arrivò nel 1922, dopo diversi insuccessi nell'apertura del suo Istituto per lo sviluppo armonioso dell'Uomo a Berlino e Dresda.
Uspenskij introdusse Gurdjieff al suo nuovo gruppo e lo aiutò a raccogliere la somma necessaria per il suo istituto in Francia. Grazie ad una considerevole somma di denaro raccolta, Gurdjieff poté comprare il Château Prieuré ad Avon vicino Fontainebleau (Francia) e nel 1922 aprì il suo istituto.
Uspenskij trovò il lavoro dell'Istituto molto interessante ma non accettò l'invito di Gurdjieff a trasferirvisi perché non comprendeva più la direzione del lavoro del maestro e percepiva elementi di instabilità nell'organizzazione. Era al Prieuré nel gennaio del 1924 quando Gurdjieff con alcuni allievi andò negli Stati Uniti; questo gli ricordò la partenza per Essentuki nel 1918. Al ritorno in Inghilterra annunciò che da quel momento il suo lavoro si sarebbe svolto in maniera indipendente.
Fra i principali allievi di Uspenskij, da ricordare il matematico John Godolphin Bennett.

## Insegnamento
Uspenskij era solito ricordare ai suoi allievi che non c'era garanzia che avrebbero trovato quello che stavano cercando o che avrebbero avuto i risultati che si aspettavano. Metteva in guardia ricordando che vi sono grandi pericoli e rischi nel cammino della Quarta Via, perché questo particolare sistema lascia all'uomo molte libertà e affermava che un sistema restrittivo non può creare coscienza e volontà. Nonostante ciò, così come aveva appreso a suo tempo, esprimeva chiaramente l'indispensabilità delle regole, senza le quali nessun tipo di insegnamento può portare a dei risultati concreti diffondendo l'idea secondo cui le regole venivano create appositamente per un fine cosciente e non per crearsi un dispiacere.
A chi desiderava diventare un nuovo studente, era detto che nulla di quello che era insegnato avrebbe dovuto essere divulgato a nessuno, neppure alle famiglie o agli amici, non c'erano pagamenti, e dovevano essere ascoltate almeno cinque letture prima di sapere se si desiderava continuare il lavoro.
Nel 1935 fu comprata una casa a venti miglia da Londra per organizzare il lavoro. Alcuni degli studenti anziani vivevano lì, diversi lavori pratici venivano svolti sotto la direzione di madame Uspenskij.
Nel 1938 fu acquistata una casa più grande a Londra, questa aveva uno studio che poteva contenere circa 300 persone. Ciò permise la fondazione della “Società storica psicologica” che dette una forma esterna al lavoro di Uspenskij. L'obiettivo dell'organizzazione della Società fu espresso in un documento scritto da Uspenskij:
Dodici anni dopo, sviluppando l'obiettivo della "Società storica psicologica", Uspenskij indicò la direzione per la continuità del sistema:
1. lo studio dei problemi dell'evoluzione dell'uomo e in particolare l'idea dello psico-trasformismo;
2. lo studio delle scuole psicologiche nei differenti periodi storici, in differenti nazioni, e lo studio della loro influenza sulla morale e sullo sviluppo intellettuale dell'umanità;
3. un'investigazione pratica dei metodi di studio di sé e sviluppo di sé in accordo con i metodi e i principi delle scuole psicologiche;
4. la ricerca di testimonianze nella storia delle religioni, filosofia, scienza e arte allo scopo di stabilire la loro comune origine - dove questo fosse possibile - e i differenti livelli psicologici di ognuna di esse.

La guerra rese impossibile continuare il lavoro in Inghilterra; la casa di Lyne divenne un luogo in cui si riunivano un gran numero di persone e Uspenskij teneva piccoli incontri. Si trasferì negli Stati Uniti dove tenne incontri a New York dal 1941 al 1946 alla Franklin Farm, una grande casa nel New Jersey che fu messa a sua disposizione. Madame Uspenskij organizzò il lavoro pratico come aveva fatto in Lyne Place in Inghilterra e Uspenskij continuò i suoi scritti e le sue letture.
Pochi membri dei gruppi londinesi si trasferirono in America durante la guerra, alcuni riuscirono a far visita a Uspenskij dopo la guerra, ma egli non aveva, nei suoi propositi, finito il lavoro con i gruppi inglesi; sentiva che dovevano sentirsi “liberi” dal Sistema e cercare la verità attraverso i loro propri metodi. Anche se già molto ammalato, ritornò in Inghilterra all'inizio del 1947. Il clima era freddo e tutto era ancora razionato. Lo sforzo di quelli che lo volevano e aspettavano il suo ritorno fu grande, ed Uspenskij fu in grado di dirigere sei incontri.
Pochi, se non nessuno, del gruppo prima della guerra aveva compreso che il Lavoro così come lo conoscevano non sarebbe potuto continuare senza Uspenskij stesso, e quando venne loro detto da Uspenskij che erano liberi di seguire i propri scopi e le proprie idee in qualunque direzione individuale desiderassero, fu necessario molto coraggio per accettare questa decisione.
Il significato della vita di Uspenskij fu quello di insegnare il Sistema e la sua organizzazione del lavoro è un mistero insondabile. Ognuno può comprendere che il sistema non può essere appreso dai libri, ma che una scuola è necessaria; e una scuola dipende da un maestro il cui livello d'essere, conoscenza, e comprensione è differente da quello dei suoi allievi, Uspenskij disse che il suo sistema era differente da tutti gli altri sistemi “nell'insegnare il cambiamento di livello d'essere”, e che ogni cosa dipende da quello.
Ad Uspenskij fu spesso domandato se il passaggio delle idee del sistema nella corrente generale delle conoscenze umane avrebbe potuto essere utile all'umanità e aiutare la scuola, a questa domanda rispose durante un incontro del 4 ottobre 1937:
Un estratto dalla “Strana vita di Ivan Osokin”:
Le carte di P.D. Uspenskij sono conservate nell'archivio della Yale University.

## Opere
Il suo primo libro La quarta dimensione fu pubblicato nel 1909, il suo secondo Tertium Organum nel 1912 e Un nuovo modello dell'universo nel 1931. Quest'ultimo lavoro introduce l'idea dell'esoterismo e l'idea dell'esistenza di luoghi nel mondo dove antiche conoscenze esoteriche sono non solo preservate, ma anche tramandate a gruppi di iniziati. Uspenskij scrisse anche il racconto La strana vita di Ivan Osokin, in cui esplorò il concetto dell'eterna ricorrenza. Viaggiò attraverso l'Europa e l'Oriente alla ricerca dei luoghi dove si trovava la conoscenza esoterica a cui ambiva.
Fu il suo incontro con Gurdjieff - con il quale passò molti anni studiando l'insegnamento di quest'ultimo - che determinò la direzione futura dei suoi scritti e delle sue ricerche per il resto della sua vita.
Scrisse sull'insegnamento di Gurdjieff in un libro originariamente intitolato Frammenti di un insegnamento sconosciuto, pubblicato postumo nel 1947 con il titolo In cerca del miracoloso, frammenti di un insegnamento sconosciuto.
Il primo manoscritto di Frammenti con una data certa risale al 1925 a Londra. Uspenskij stava rivisitando i testi quando nel settembre del 1939 scoppiò la seconda guerra mondiale. Dopo tre anni di studio con Gurdjieff, Uspenskij pubblicò solamente ciò che aveva scritto in precedenza (La strana vita di Ivan Osokin e Un nuovo modello dell'universo) e nulla riguardo al Sistema. I tre libri del Sistema furono pubblicati postumi da madame Uspenskij.

### Lista delle pubblicazioni
- Tertium Organum. The Third Canon of Thought, a Key to the Enigmas of the World. Manas Press, Rochester/NY 1920 (inizialmente apparso in russo nel 1912)
  - Tertium Organum, Astrolabio-Ubaldini Editore, Roma 1983
- A New Model of the Universe. Principles of the Psychological Method in Its Application to Problems of Science, Religion and Art. Knopf, New York 1931 (PDF; 5 MB)
  - Un nuovo modello dell'universo, Edizioni Mediterranee, Roma
- Strange Life of Ivan Osokin. A Novel. Holme, New York/London 1947 (zuerst in russischer Sprache apparso nel 1915 – PDF; 1,1 MB, inglese)
  - La strana vita di Ivan Osokin, Edizioni I.Te.R. Istituto Tecnico per il Risveglio, Roma 2013 (https://web.archive.org/web/20130616040020/http://www.edizioni-iter.it/)
- In Search of the Miraculous. Fragments of an Unknown Teaching. Harcourt Brace, New York 1949 (PDF; 4,2 MB)
  - Frammenti di un insegnamento sconosciuto, Astrolabio-Ubaldini Editore, Roma 1976
- The Psychology of Man's Possible Evolution. Hedgehog Press, New York 1950 (inizialmente apparso nel 1940 come stampa privata col titolo Six Psychological Lectures: 1934–1940 – PDF; 0,6 MB)
  - La psicologia della possibile evoluzione dell'Uomo, 1950
- The Fourth Way. A Record of Talks and Answers to Questions Based on the Teaching of G. I. Gurdjieff. Knopf, New York 1957
  - La quarta via, Astrolabio-Ubaldini Editore, Roma 1974
  - Talks with a Devil. Turnstone,  Northhamptonshire 1972 (due racconti, apparsi inizialmente in russo nel 1916
  - Colloqui con un diavolo Edizioni Mediterranee Roma
- Conscience. The Search for Truth. Routledge & Kegan Paul, Londra 1979
  - Coscienza, la ricerca della verità di Ouspensky, Edizioni Mediterranee, Roma 1979
- Incontri con il Maestro, A Record of Meetings, La Teca Edizioni, Barcellona, 2014.
- Incontri con Gurdjieff, 1941-1943, Edizioni Tlon, Roma, 2017.
- Incontri con Gurdjieff, 1944-1946, Edizioni Tlon, Roma, 2017.
- Il simbolismo dei Tarocchi. Filosofia dell'occultismo nelle figure e nei numeri, trad. di Nicola Bonimelli, Edizioni Tlon, Roma, 2017.